# Sphaeropezia
Sphaeropezia is een geslacht in de familie Stictidaceae. De typesoort is Sphaeropezia alpina.

## Soorten
Volgens Index Fungorum telt dit geslacht 24 soorten (peildatum december 2023):
| Soortnaam                   | Auteur(s)                                             | Publicatiejaar |
| --------------------------- | ----------------------------------------------------- | -------------- |
| Sphaeropezia alpina         | (Sacc.) Sacc.                                         | 1884           |
| Sphaeropezia arctoalpina    | (Döbbeler & Poelt) Baloch, Gilenstam & Wedin          | 2013           |
| Sphaeropezia bryoriae       | (Diederich & Etayo) Baloch & Wedin                    | 2013           |
| Sphaeropezia capreae        | Baloch, Gilenstam & Wedin                             | 2013           |
| Sphaeropezia cassiopes      | (Rostr.) Baloch, Gilenstam & Wedin                    | 2013           |
| Sphaeropezia cucularis      | (Norman) Baloch & Wedin                               | 2013           |
| Sphaeropezia figulina       | (Norman) Baloch & Wedin                               | 2013           |
| Sphaeropezia grimmiae       | (B. Hein, E. Müll. & Poelt) Baloch, Gilenstam & Wedin | 2013           |
| Sphaeropezia hepaticarum    | (Döbbeler & Poelt) Baloch & Wedin                     | 2013           |
| Sphaeropezia intermedia     | (Diederich, Zhurb. & Etayo) Baloch & Wedin            | 2013           |
| Sphaeropezia japewiae       | (Zhurb. & Diederich) Baloch & Wedin                   | 2013           |
| Sphaeropezia lecanorae      | (Diederich & G. Marson) Baloch & Wedin                | 2013           |
| Sphaeropezia leucocheila    | P.R. Johnst. & M.A.M. Renner                          | 2019           |
| Sphaeropezia lyckselensis   | Baloch, Gilenstam & Wedin                             | 2013           |
| Sphaeropezia melaneliae     | (Diederich & Zhurb.) Baloch, Gilenstam & Wedin        | 2013           |
| Sphaeropezia mycoblasti     | Diederich, Baloch & Wedin                             | 2013           |
| Sphaeropezia navarinoi      | (Etayo) Baloch & Wedin                                | 2013           |
| Sphaeropezia ochrolechiae   | (Diederich, Holien & Zhurb.) Baloch & Wedin           | 2013           |
| Sphaeropezia pertusariae    | (Etayo, Diederich & Coppins) Baloch & Wedin           | 2013           |
| Sphaeropezia rhizocarpicola | (Zhurb., Diederich & Himelbr.) Baloch & Wedin         | 2013           |
| Sphaeropezia santessonii    | (Zhurb., Etayo & Diederich) Baloch & Wedin            | 2013           |
| Sphaeropezia shangrilaensis | Thiyagaraja, Lücking, Ertz & K.D. Hyde                | 2021           |
| Sphaeropezia sipei          | (Grummann) Baloch & Wedin                             | 2013           |
| Sphaeropezia thamnoliae     | (Zhurb., Diederich & Etayo) Baloch & Wedin            | 2013           |